# John de Vries (bildesigner)
John Robert de Vires, född 18 februari 1945 i Bergeijk, död 21 juni 2025 i Helmond, var en nederländsk formgivare av bilar, lastbilar och bussar. 

## Karriär
de Vires inledde sin karriär hos nederländska DAF där han arbetade på designen av projektet P900, det som var tänkt att bli efterträdaren till både DAF 55 och DAF 66. Flera formgivare och designfirmor arbetade på designen av projektet, bland annat italienska Giovanni Michelotti och Bertone, men de Vires designförslag blev det vinnande hos ledningen. Projektet utvecklades under tiden som Volvo köpte DAF:s personbilstillverkning och designen gick över till att bli Volvo 340-serien.
Under början av 1980-talet började utvecklingen av Volvos första framhjulsdrivna modell, och de Vires arbetade återigen på designen av modellen. Han tävlade återigen mot flera italienska designförslag, men Volvos ledning gick för de Vires förslag och 1986 presenterades Volvo 480.
1985 började han återigen arbeta åt DAF och designade bland annat lastbilsmodellen DAF 95. 1998 designade han bussmodellen Alliance åt den nederländska karossbyggaren Den Oudsten.

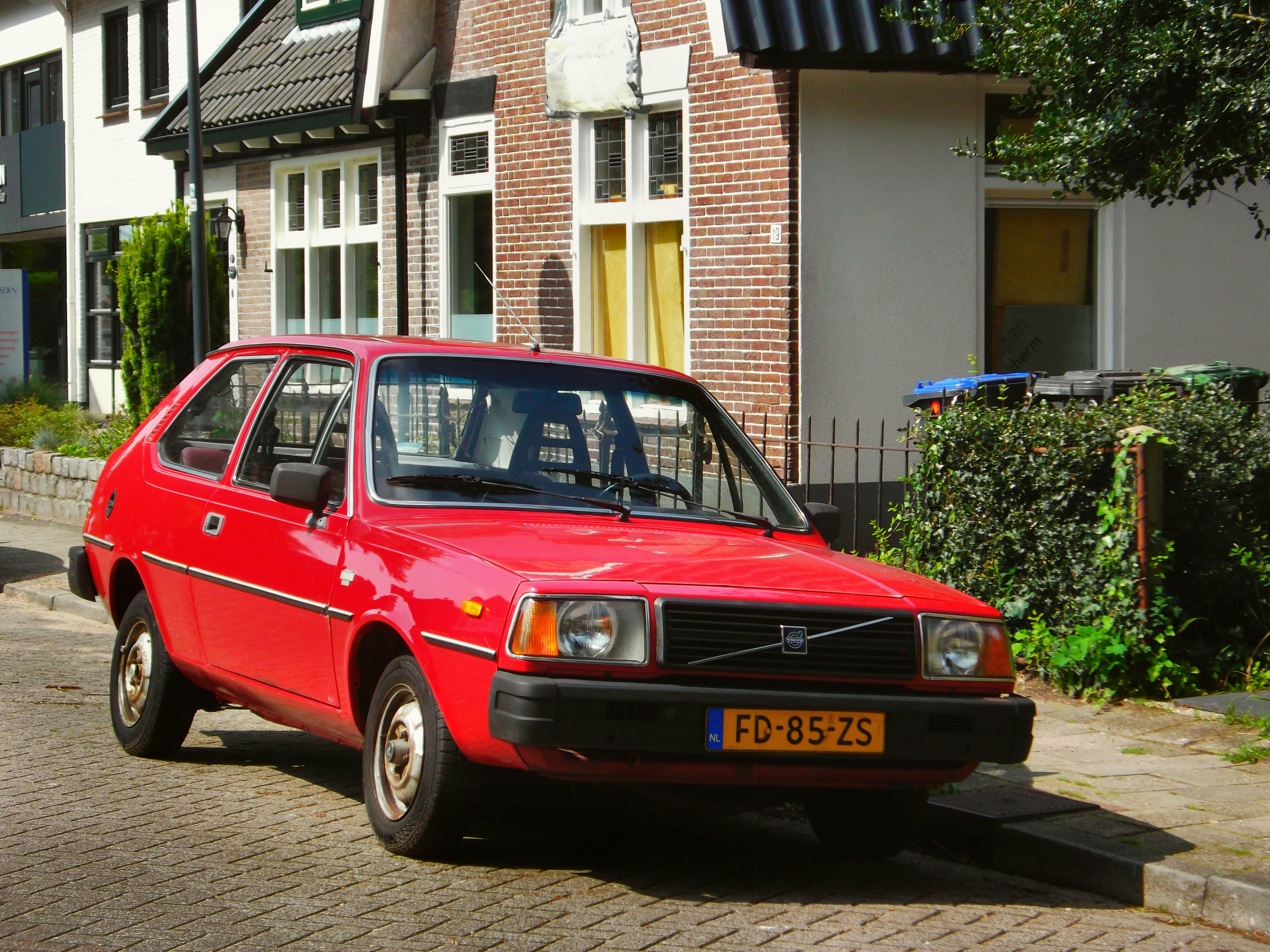
Volvo 340
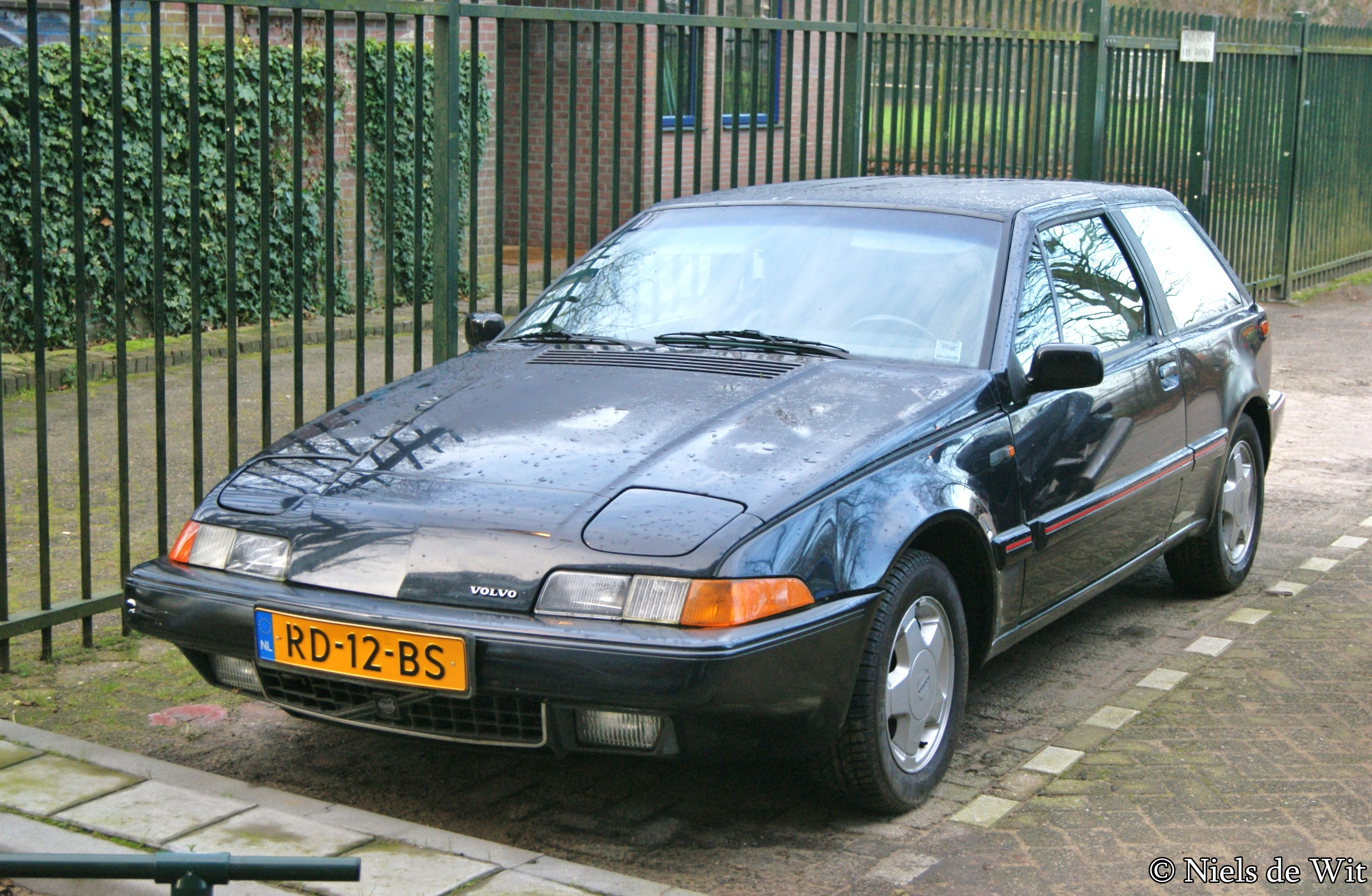
Volvo 480
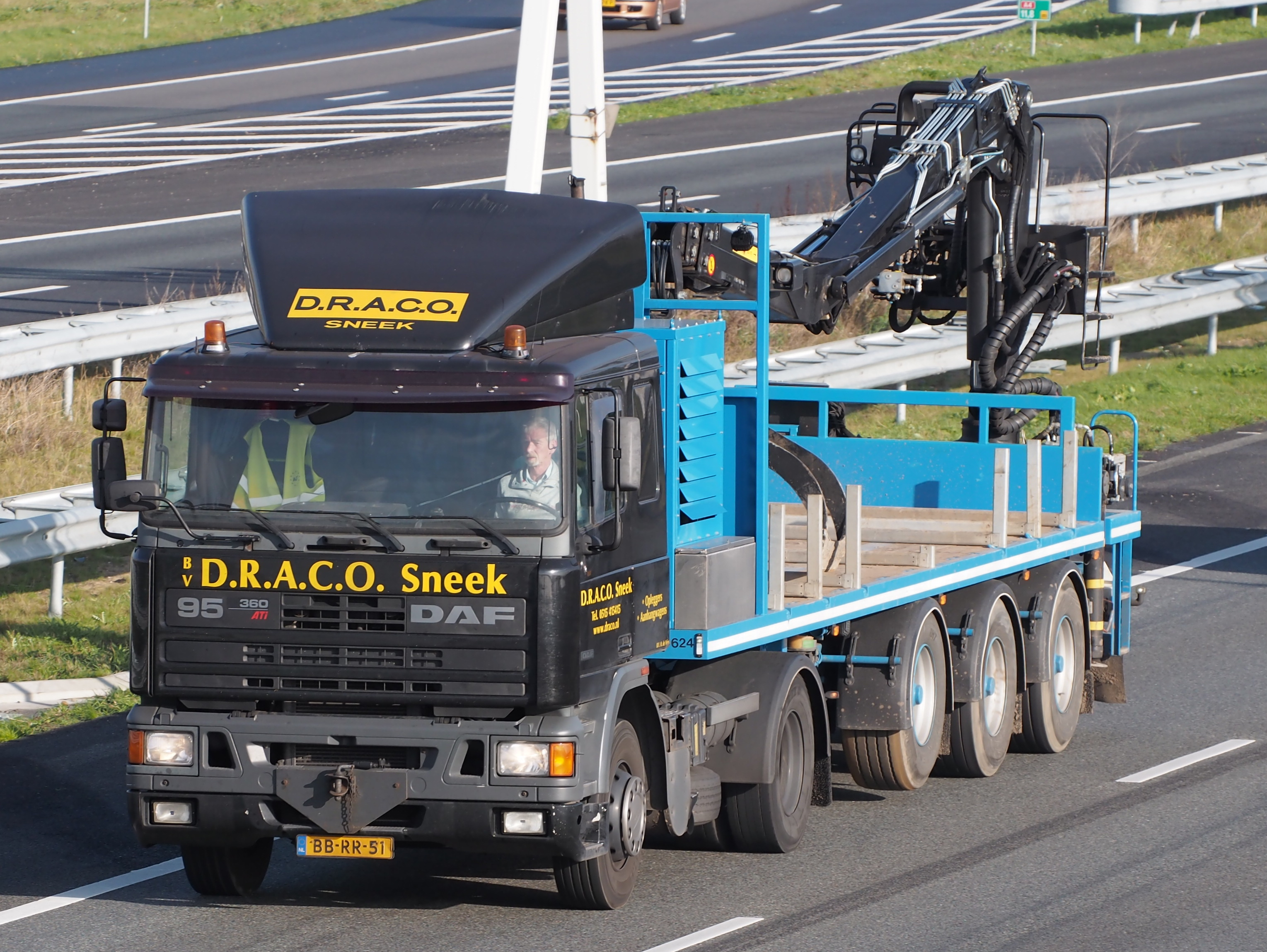
DAF 95
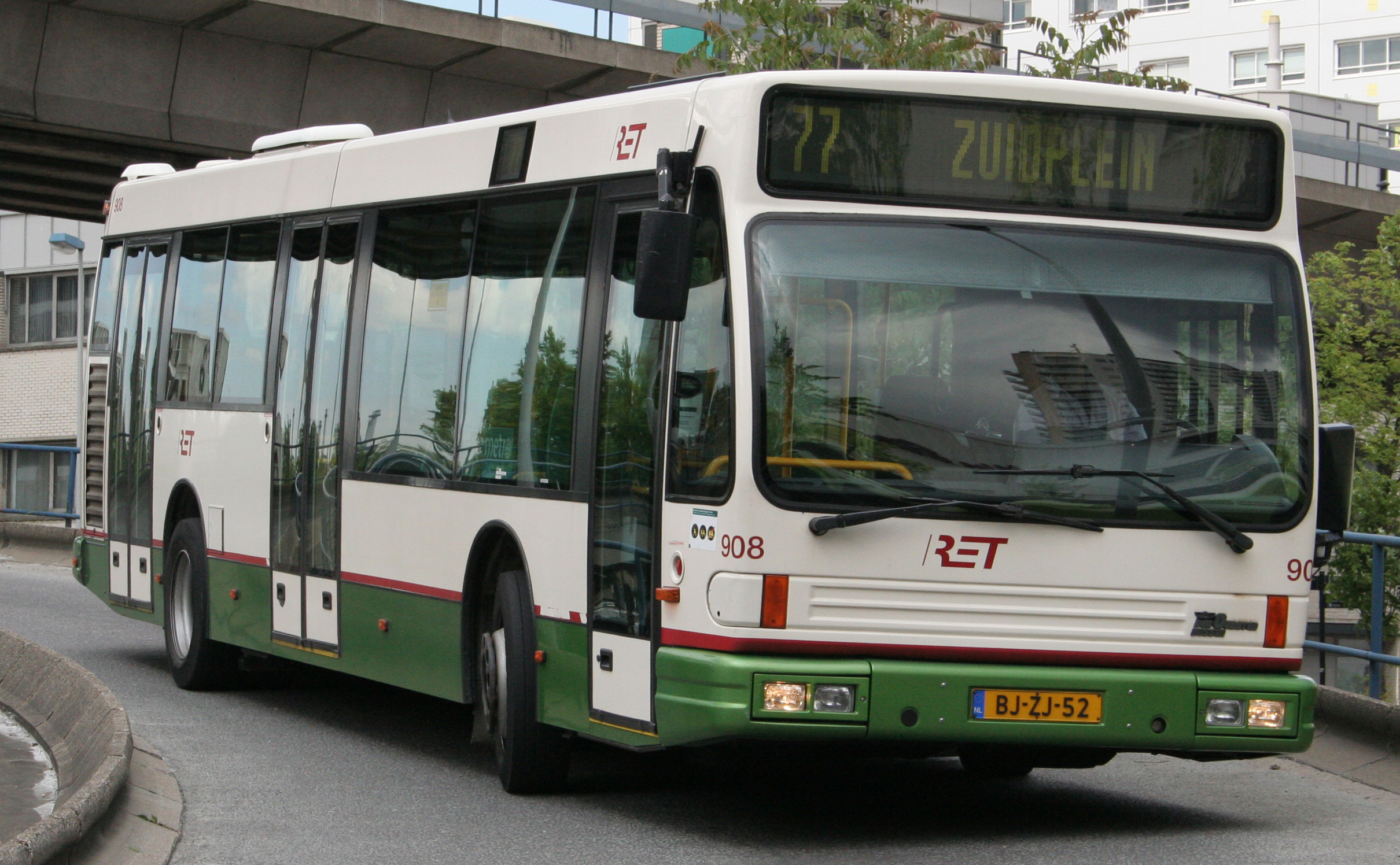
Den Oudsten Alliance